# Peter Neukomm

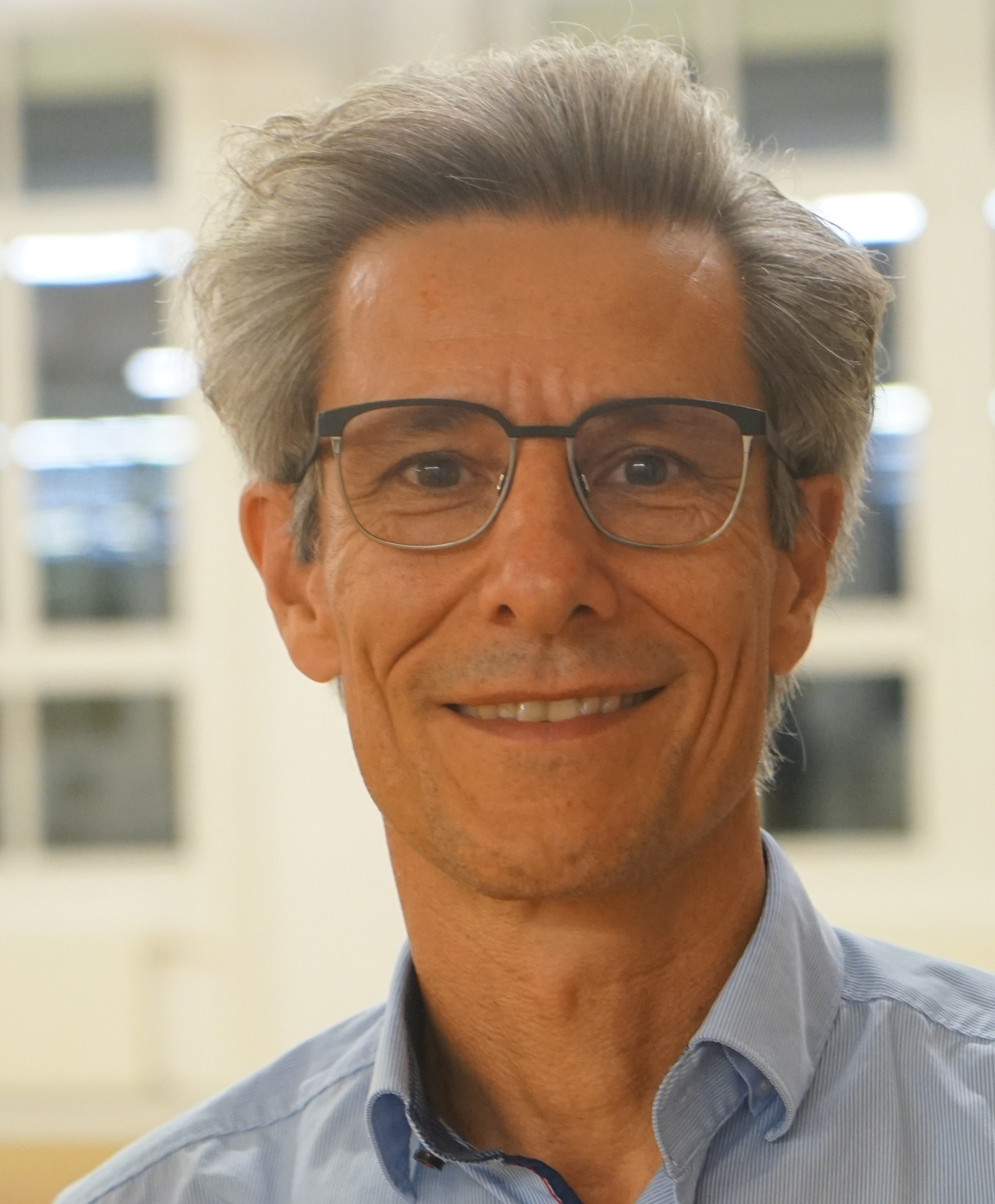
Peter Neukomm, 2023

Peter Neukomm (* 6. Juli 1962 in Schaffhausen, heimatberechtigt in Hallau SH) ist ein Schweizer Jurist und Politiker (SP). Er amtiert seit Januar 2015 als Stadtpräsident von Schaffhausen. Sein Vorgänger war Thomas Feurer.

## Leben
Neukomm wuchs in Löhningen und Schaffhausen auf. Er schloss 1982 die Matura an der Kantonsschule Schaffhausen ab und studierte von 1982 bis 1988 Jura an der Universität Zürich. Ab 1989 arbeitete er als Gerichtsschreiber am Kantonsgericht Schaffhausen. Zwischen 1991 und 2012 war er Untersuchungsrichter und Staatsanwalt für den Kanton Schaffhausen. Nach seiner Wahl in den Stadtrat reduzierte er 2009 sein Pensum auf 30 %.
Neukomm ist verheiratet und hat drei Kinder. Seine Hobbys sind Jogging und Tennis. 

## Politik
Neukomm war zwischen 1979 und 1982 Präsident der Juso Schaffhausen. 1984 gründete er die Ortssektion Löhningen und waltete in deren Vorstand bis 1988. Seit 1991 ist er Mitglied des Vorstandes der SP Stadt Schaffhausen, die er zwischen 1993 und 1996 auch präsidierte. Von 1993 bis 2008 war er Mitglied des Grossen Stadtrates. 2012 wurde Neukomm in den Kantonsrat gewählt und konnte dabei die höchste Stimmenanzahl aufweisen.
Am 28. September 2014 wurde Neukomm als Stadtpräsident von Schaffhausen gewählt und trat somit am 1. Januar 2015 die Nachfolge von Thomas Feurer an.